# (Cyclopentadiényl)vanadium tétracarbonyle
Le (cyclopentadiényl)vanadium tétracarbonyle est un complexe organovanadium (en) de formule chimique (η5-C5H5)V(CO)4. Il s'agit d'un solide diamagnétique orange, soluble dans les solvants organiques usuels, dont la molécule adopte une géométrie en tabouret de piano. On peut l'obtenir en traitant du vanadocène (η5-C5H5)2V par une pression élevée de monoxyde de carbone CO.
Le (cyclopentadiényl)vanadium tétracarbonyle donne le dianion du tricarbonyle par réduction à l'amalgame de sodium Na(Hg) :
CpV(CO)4 + 2 Na(Hg) ⟶ Na2[CpV(CO)3] + CO + (Hg).
La protonation de ce sel donne le composé Cp2V2(CO)5.
Un mélange de cycloheptatriène C7H8 et de (cyclopentadiényl)vanadium tétracarbonyle peut former par chauffage du (cycloheptatriényl)(cyclopentadiényl)vanadium (η7-C7H7)(η5-C5H5)V, ou trovacène.